# Ligue des bannis
La Ligue des bannis (Bund der Geächeteten, également traduit par Ligue des proscrits) est le nom d'une organisation créée en 1834 par des immigrants allemands à Paris dont la base idéologique était celle du socialisme utopique.

## Formation
Elle fut formée par des membres de l'Association des Allemands de Paris, qui avait quant à elle vu le jour en 1832 mais fut contrainte à la clandestinité après que les associations furent prohibées. Jacob Venedey et Theodor Schuster jouèrent un rôle important dans cette société secrète.

## Dogme
Dans son propos, elle était comparable à d'autres sociétés françaises telles que la Société des saisons de Louis Blanc. La Ligue des bannis a édité en son temps une revue appelée Le Banni (Der Geächetete). Elle se mua en un ordre hautement hiérarchisé d'environ 500 membres dont les hautes sphères se parait d'autorité et de mysticisme.
D'après ses statuts, l'objectif de la ligue était la libération et la renaissance de l'Allemagne par la déclaration des droits de l'homme et la mise en place du droit de vote:
Die Befreiung und Wiedergeburt Deutschlands und Verwirklichung der in der Erklärung der Menschenrechte und Bürgerrechte ausgesprochenen Grundsätze.
Mais, d'après l'historien Max Beer, cela ne valait que pour les membres les plus modestes. Pour les initiés, c'est-à-dire les personnes dont le grade était élevé dans la hiérarchie, l'objectif était la libération de l'Allemagne du joug infamant de l'esclavage et l'établissement d'un État qui persisterait dans cette lutte, la réalisation de cet objectif n'étant possible que par l'établissement et la pérennisation de l'égalité sociale et politique, de la liberté, de la vertu civique et de l'unité du peuple de langue et de culture allemande, puis par l'extension de cette lutte à tous les autres peuples:
Die Befreiung Deutschlands vom Joch schimpflicher Knechtschaft und Begründung eines Zustandes, der, soviel als menschliche Voraussicht vermag, den Rückfall in Knechtschaft verhindert. Die Erreichung dieses Hauptzweckes ist nur möglich bei Begründung und Erhaltung der sozialen und politischen Gleichheit, Freiheit, Bürgertugend und Volkseinheit, zunächst in den der deutschen Sprache und Sitte angehörenden Landesgebieten, sodann aber auch bei allen übrigen Völkern des Erdbodens.

## Évolution
Dès 1836, l'organisation commença à se scinder en différents courants. Une branche plus radicale, qui comptait dans ses rangs Karl Schapper, Wilhelm Weitling, Heinrich Bauer et Joseph Moll, forma la Ligue des justes qui devint par la suite la Ligue des communistes. Lors de cette scission, la Ligue des bannis perdit ainsi près de 400 membres, à la suite de quoi elle périclita.